# Corps-Nuds
Pour les articles ayant des titres homophones, voir Cornu, cornue et cornus.
Corps-Nuds [kɔʁ ny] est une commune française située dans le département d'Ille-et-Vilaine en région Bretagne, membre de Rennes Métropole. Ses habitants, qui étaient 3 176 en 2013, sont appelés les Cornusiens et les Cornusiennes.
Son église est classée monument historique.
La commune est membre de l'Association des communes de France aux noms burlesques et chantants.

## Géographie

### Localisation
Corps-Nuds est située à 18 kilomètres au sud de Rennes, sur l'axe Rennes-Angers (D 173).
La ville de Corps-Nuds appartient à l'arrondissement de Rennes et au canton de Janzé. Le nombre de résidences secondaires à Corps-Nuds était de 46 en 2006. Le code Insee de la ville de Corps-Nuds est 35088. Le code postal est le 35150. Quelques informations sur Corps-Nuds : son altitude est de 76 mètres environ, sa superficie est de 22,56 km2, sa densité de population est de 144 habitants par km2, sa latitude est de 47.978 degrés et sa longitude est de -1.586 degrés.
Les villes et villages proches de Corps-Nuds sont : Chanteloup à 2,35 km, Bourgbarré à 2,99 km, Saint-Armel à 3,74 km, Brie à 4,73 km, Le Petit-Fougeray à 5,73 km.

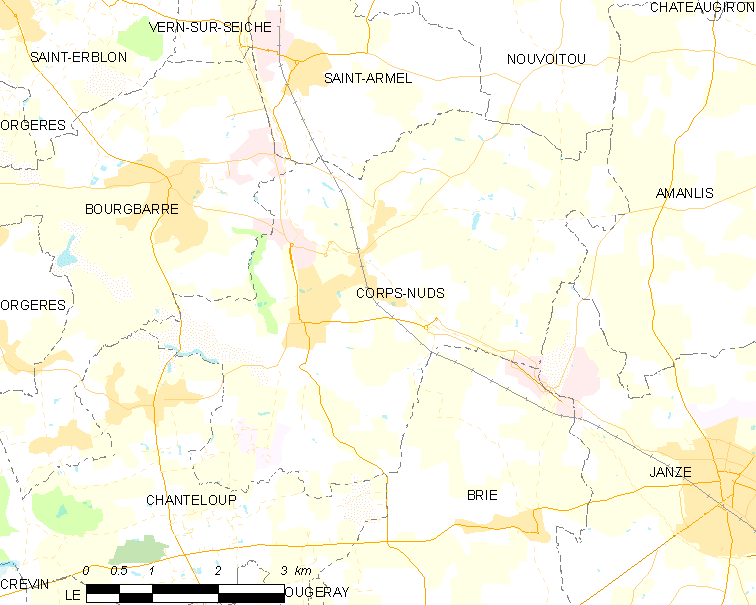
Carte de la commune de Corps-Nuds.

|            | Saint-Armel | Nouvoitou       |
| Bourgbarré | Corps-Nuds  | Amanlis / Janzé |
| Chanteloup |             | Brie            |

### Transports

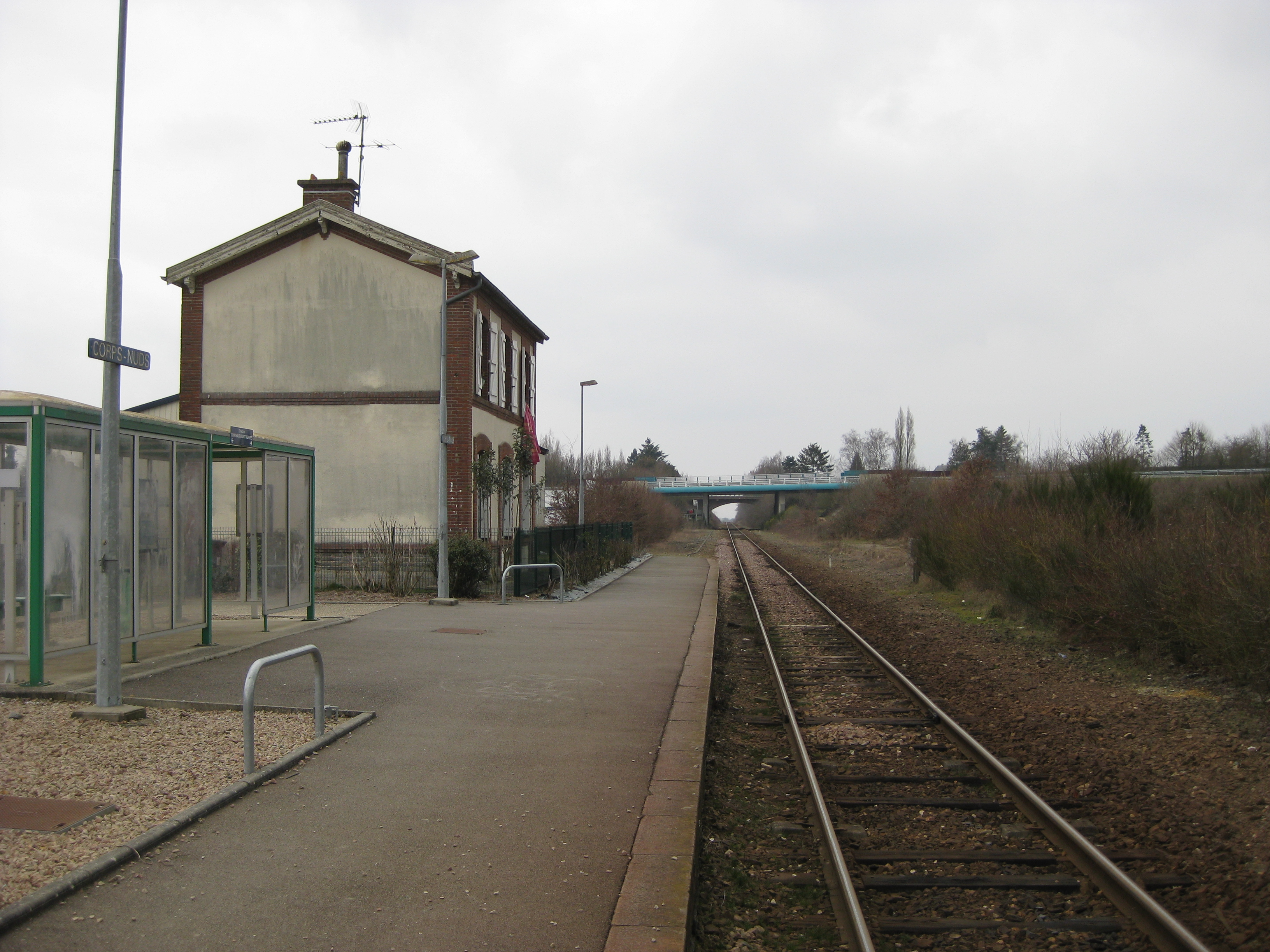
La gare de Corps-Nuds.

La commune est desservie par le TER sur la ligne de Rennes à Châteaubriant en gare de Corps-Nuds
Elle est aussi desservie par le Service des transports en commun de l'agglomération rennaise (STAR) de Rennes Métropole via les lignes 73 (62 les vendredis et samedis soir et les dimanches et fêtes) et 173ex.
La route via la D163 depuis Rennes ou la D41 depuis Angers.

### Hydrographie
Pour un article plus général, voir Réseau hydrographique d'Ille-et-Vilaine.
La commune est située dans le bassin Loire-Bretagne. Elle est drainée par l'Ise, la Halleraie, le Prunelay, le ruisseau de Belardon, le ruisseau du Pabot, le ruisseau du Pâtis de landelinais et le ruisseau launay-chauvel,,.
L'Ise, d'une longueur de 30 km, prend sa source dans la commune de Janzé et se jette  dans la Seiche à Noyal-Châtillon-sur-Seiche, après avoir traversé sept communes. 
Un plan d'eau complète le réseau hydrographique : l'étang de Venon, d'une superficie totale de 4,6 ha (2,81 ha sur la commune),.

### Climat
Pour des articles plus généraux, voir Climat de la Bretagne et Climat d'Ille-et-Vilaine.
En 2010, le climat de la commune est de type climat océanique altéré, selon une étude du CNRS s'appuyant sur une série de données couvrant la période 1971-2000. En 2020, Météo-France publie une typologie des climats de la France métropolitaine dans laquelle la commune est exposée à un climat océanique et est dans la région climatique  Bretagne orientale et méridionale, Pays nantais, Vendée, caractérisée par une faible pluviométrie en été et une bonne insolation. Parallèlement l'observatoire de l'environnement en Bretagne publie en 2020 un zonage climatique de la région Bretagne, s'appuyant sur des données de Météo-France de 2009. La commune est, selon ce zonage, dans la zone « Sud Est », avec des étés relativement chauds et ensoleillés.  
Pour la période 1971-2000, la température annuelle moyenne est de 11,5 °C, avec une amplitude thermique annuelle de 13,3 °C. Le cumul annuel moyen de précipitations est de 734 mm, avec 12,4 jours de précipitations en janvier et 6,6 jours en juillet. Pour la période 1991-2020, la température moyenne annuelle observée sur la station météorologique la plus proche, située sur la commune de Saint-Jacques-de-la-Lande à 14 km à vol d'oiseau, est de 12,4 °C et le cumul annuel moyen de précipitations est de 691,0 mm,. Pour l'avenir, les paramètres climatiques de la commune estimés pour 2050 selon différents scénarios d'émission de gaz à effet de serre sont consultables sur un site dédié publié par Météo-France en novembre 2022.

## Urbanisme

### Typologie
Au 1er janvier 2024, Corps-Nuds est catégorisée petite ville, selon la nouvelle grille communale de densité à sept niveaux définie par l'Insee en 2022.
Elle appartient à l'unité urbaine de Corps-Nuds, une unité urbaine monocommunale constituant une ville isolée,. Par ailleurs la commune fait partie de l'aire d'attraction de Rennes, dont elle est une commune de la couronne,. Cette aire, qui regroupe 183 communes, est catégorisée dans les aires de 700 000 habitants ou plus (hors Paris),.

### Occupation des sols
L'occupation des sols de la commune, telle qu'elle ressort de la base de données européenne d'occupation biophysique des sols Corine Land Cover (CLC), est marquée par l'importance des territoires agricoles (90,9 % en 2018), en diminution par rapport à 1990 (94,7 %). La répartition détaillée en 2018 est la suivante : 
terres arables (55,5 %), zones agricoles hétérogènes (30,3 %), zones urbanisées (5,4 %), prairies (5,1 %), zones industrielles ou commerciales et réseaux de communication (1,6 %), espaces verts artificialisés, non agricoles (1,4 %), forêts (0,8 %). L'évolution de l'occupation des sols de la commune et de ses infrastructures peut être observée sur les différentes représentations cartographiques du territoire : la carte de Cassini (XVIIIe siècle), la carte d'état-major (1820-1866) et les cartes ou photos aériennes de l'IGN pour la période actuelle (1950 à aujourd'hui).

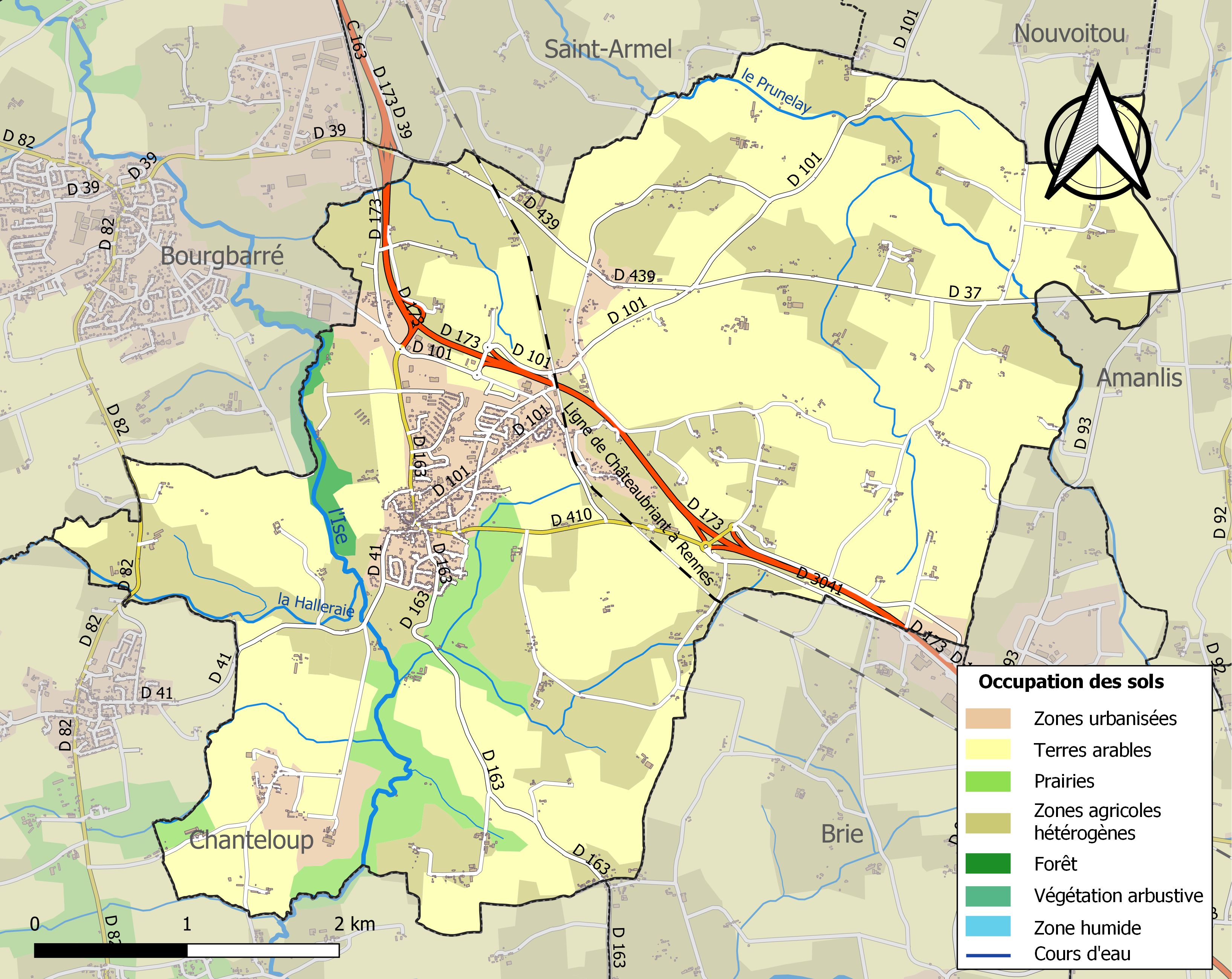
Carte des infrastructures et de l'occupation des sols de la commune en 2018 (CLC).

### Logement
Le tableau ci-dessous présente une comparaison de quelques indicateurs chiffrés du logement pour Corps-Nuds et l'ensemble de l'Ille-et-Vilaine en 2017,.
|                                                                  | Corps-Nuds | Ille-et-Vilaine |
| ---------------------------------------------------------------- | ---------- | --------------- |
| Parc immobilier total (en nombre d'habitations)                  | 1 366      | 546 440         |
| Part des résidences principales (en %)                           | 93,3       | 86,2            |
| Part des résidences secondaires et logements occasionnels (en %) | 1,2        | 6,9             |
| Part des logements vacants (en %)                                | 5,4        | 6,9             |
| Part des ménages propriétaires de leur logement (en %)           | 73,6       | 59,8            |

### Morphologie urbaine
Corps-Nuds dispose d'un plan local d'urbanisme intercommunal approuvé par délibération du conseil métropolitain du 19 décembre 2019. Il divise l'espace des 43 communes de Rennes Métropole en zones urbaines, agricoles ou naturelles.

## Toponymie
Les formes anciennes attestés de la paroisse puis de la commune sont : Vicus Cornutius (VIe siècle, Grégoire de Tours), Cornuto en 1093, Cornut en 1240, Cornus (1330), Corsnuz (1426), Cornnuz (XVe siècle), Corporibus nudis (1516), Cornuz en 1550, Cornu les trois Marie (registres paroissiaux 1675-1684), Corponus les Trois Maris (1731), Corpsnuds, Corpnud, Corps nuds (XVIIe-XVIIIe siècle).
D'origine gauloise, le vicus (le village) est appelé cornutius, qui vient du gaulois carnon (la corne).
D'après les recherches du chanoine Guillotin de Corson, l'orthographe actuelle du nom de la commune viendrait de certains scribes du Moyen Âge qui, croyant faire preuve de science et d'esprit, auraient alors remplacé Cornut par Corps-Nuds.
En fait, le nom de la localité appelée par le passé Cornut-les-Trois-Marie ou Corps-Nuds-les-Trois-Marie en raison de la chapelle des Trois-Marie qui se trouvait probablement dans l'église initiale consacrée à saint Pierre (Sanctus Petrus de Corporibus Nudis vel tres Mariae) provient du culte des Trois Marie issu de la Légende dorée développé en Bretagne par Pierre de Nantes, qui fut évêque de Rennes.
Le nom de la localité en gallo, langue d'oïl locale, est Cornu prononcé [kɔrny]. La forme bretonne proposée par l'Office public de la langue bretonne est Kornuz.

## Histoire
La localité existe au moins depuis le VIe siècle. En effet, Cornut est mentionné dans l'Historia Francorum de Grégoire de Tours sous la forme Vicus Cornutius. L'évêque de Tours indique qu'en 579, le chef breton Waroch ravage le pays de Rennes appartenant aux Francs, et s'avance jusqu'à Cornutium.
Le territoire de la commune est donc occupé depuis longtemps, comme le prouvent les manuscrits précités, et :
- des tombeaux anciens. Ces tombeaux en calcaire coquillier faits de pierres calcaires, avec un mastic où l'on apercevait des coquilles de mer étaient creusés en forme d'auge.
- des anciennes pièces de monnaie : des blancs et des oboles, qui avaient cours aux Xe et XIe siècles.
- la bulle du pape Calixte III, écrite au chapitre de Rennes le 12 avril 1455, sur laquelle il est fait mention de Corps-Nuds (Corporibus Nudis) comme d'une paroisse établie depuis très longtemps déjà, la citant comme l'une des 16 plus anciennes paroisses du diocèse.

L'époque féodale est marquée dans le bourg de Corps-Nuds par la présence d'un château qui tombe en ruine au XVIe siècle. Le bâtiment central est finalement reconstruit en 1632. Au XVIIe siècle, Corps-Nuds est quelquefois appelé Cornut-les-Trois-Marie ou Corps-Nuds-les-Trois-Marie, à cause de la chapelle des Trois-Maries qui semble avoir été le premier établissement religieux de la localité : sur les registres paroissiaux de la fin du XVIIe siècle l'église est consacrée à saint Pierre de Cornu les trois Marie. De 1790 à 1795, Corps-Nuds devient un chef-lieu de canton qui regroupe Bourgbarré, Orgères, Saint-Erblon et Saint-Armel.
Corps-Nuds connut un développement important à la veille de la Révolution. La commune relevait alors du roi et avait une juridiction considérable, avec deux hautes et une basse justices. Un marché très fréquenté s'y tenait tous les mardis, durant l'année, bénéficiant du trafic de la route de Rennes à Châteaubriant.
La population de la commune était parait-il favorable aux changements apportés par la Révolution française, surtout après la fin de la Terreur. La principale fête révolutionnaire était celle célébrant l'anniversaire de l'exécution de Louis XVI, accompagnée d'un serment de haine à la royauté et à l'anarchie, fêtée à partir de 1795.
Puis la paroisse devint chef-lieu de canton en jouissant des administrations liées : justice de paix, gendarmerie et huissier de justice. Les paroisses qui en dépendaient étaient Saint-Armel, Bourgbarré, Orgères, Saint-Erblon et Brie.
Par la suite le canton fut supprimé et transporté à Janzé (voir canton de Janzé).
En 1949, un accident mettant en cause un camion Dodge transportant l'équipe de foot de Corps-Nuds cause la mort de 18 habitants du village.

## Politique et administration

### Rattachements administratifs et électoraux

#### Circonscriptions de rattachement
Corps-Nuds appartient à l'arrondissement de Rennes et au canton de Janzé depuis sa création en 1801.
Pour l'élection des députés, la commune fait partie de la cinquième circonscription d'Ille-et-Vilaine, représentée depuis juin 2017 par Christine Le Nabour (RE). Sous la IIIe République, elle appartenait à la deuxième circonscription de Rennes et de 1958 à 1986 à la 3e circonscription (Vitré).

#### Intercommunalité
Dès 1992, la commune avait formulé une demande d'adhésion au district de Rennes. À la suite d'une délibération du conseil municipal en date du 5 novembre 1999 demandant l'intégration à Rennes Métropole, plus des deux tiers des conseils municipaux du district se sont prononcés en faveur de celle-ci et Corps-Nuds fait officiellement son entrée dans l'intercommunalité le 1er janvier 2000. Avant cette date, elle était membre de la communauté de communes du Pays de la Roche aux Fées.
Corps-Nuds fait aussi partie du Pays de Rennes.

#### Institutions judiciaires
Sur le plan des institutions judiciaires, la commune relève du tribunal judiciaire (qui a remplacé le tribunal d'instance et le tribunal de grande instance le 1er janvier 2020), du tribunal pour enfants, du conseil de prud'hommes, du tribunal de commerce, de la cour d'appel et du tribunal administratif de Rennes et de la cour administrative d'appel de Nantes.

### Administration municipale
Le nombre d'habitants au dernier recensement étant compris entre 2 500 et 3 499, le nombre de membres du conseil municipal est de 23.

### Liste des maires
| Période                                  | Période                       | Identité                    | Étiquette | Qualité                                                        |
| ---------------------------------------- | ----------------------------- | --------------------------- | --------- | -------------------------------------------------------------- |
| décembre 1919                            | ?                             | Alfred Caillet              | -         | Notaire                                                        |
| Les données manquantes sont à compléter. |                               |                             |           |                                                                |
| ?                                        | 1940                          | Louis Frogerais             |           |                                                                |
| 1940                                     | 1946                          | Émile Boudier               |           |                                                                |
| ?                                        | ?                             | François Quélain            |           |                                                                |
| av. 1953                                 | mars 1959                     | André Galicier              |           |                                                                |
| mars 1959                                | mars 1989                     | Georges Gréard              | RI        | Retraité de la DDE, ancien charpentier Maire honoraire (1989)  |
| mars 1989                                | janvier 2006 (démission)      | Juliette Jamier-Soulabaille | PS        | Directrice régionale de l'AFPA Bretagne Maire honoraire (2007) |
| mars 2006                                | mars 2008                     | Philippe Dufeu              | PS        | Directeur de service d'action sociale, ancien premier adjoint  |
| mars 2008                                | En cours (au 27 février 2025) | Alain Prigent               | MoDem     | Fonctionnaire Réélu en 2014 et 2020                            |
| Les données manquantes sont à compléter. |                               |                             |           |                                                                |

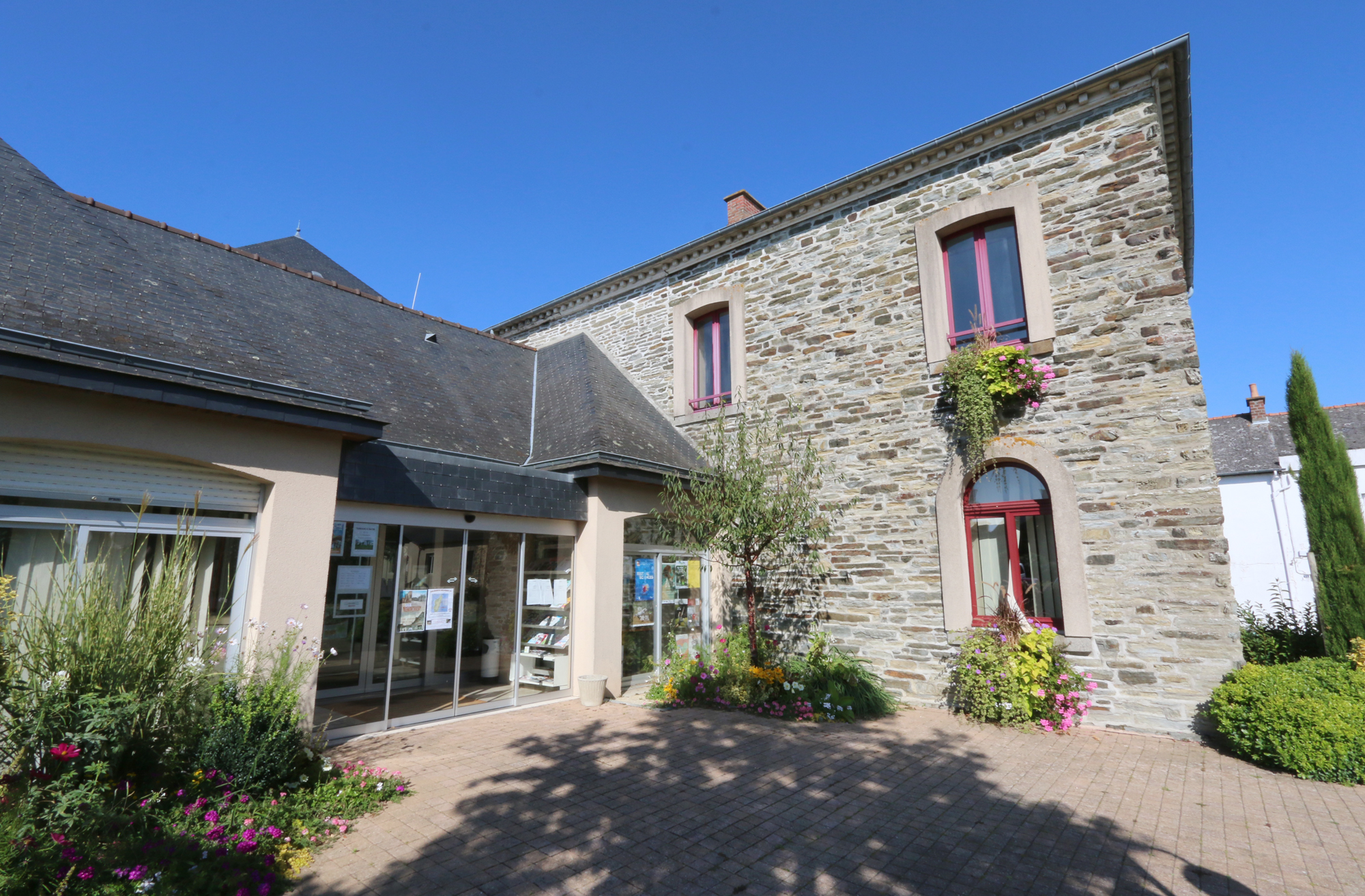
Mairie de Corps-Nuds

La commune de Corps-Nuds possède un journal municipal intitulé Vivre à Corps-Nuds, on y trouve des informations sur la vie municipale de la commune, sur les manifestations organisées ainsi que des informations sur la vie associative de la commune. Les habitants reçoivent ce journal dans leur boîte aux lettres tous les deux mois.

### Jumelages
| Ville | Ville    | Pays | Pays     | Période                   |
| ----- | -------- | ---- | -------- | ------------------------- |
|       | Kildare, |      | Irlande  | depuis le 14 juillet 1994 |
|       | Sibiel,  |      | Roumanie | depuis le 9 avril 2006    |

Dans le cadre du jumelage avec Kldare sont organisés des voyages, échanges divers, édition du bulletin le Corps-news (3 fois par an) et différentes animations (Saint Patrick, rencontres, conférences, soirées, dîners...).
L'association du jumelage avec Sibiel a pour objectif de favoriser les échanges et les partenariats dans les domaines culturels, sportifs, touristiques avec la ville de Sibiel en Roumanie.

## Démographie
L'évolution du nombre d'habitants est connue à travers les recensements de la population effectués dans la commune depuis 1793. Pour les communes de moins de 10 000 habitants, une enquête de recensement portant sur toute la population est réalisée tous les cinq ans, les populations de référence des années intermédiaires étant quant à elles estimées par interpolation ou extrapolation. Pour la commune, le premier recensement exhaustif entrant dans le cadre du nouveau dispositif a été réalisé en 2007.

En 2022, la commune comptait 3 555 habitants, en évolution de +9,18 % par rapport à 2016 (Ille-et-Vilaine : +5,46 %, France hors Mayotte : +2,11 %).
| 1793  | 1800  | 1806  | 1821  | 1831  | 1836  | 1841  | 1846  | 1851  |
| ----- | ----- | ----- | ----- | ----- | ----- | ----- | ----- | ----- |
| 2 058 | 2 038 | 2 045 | 2 175 | 2 370 | 2 342 | 2 196 | 2 177 | 2 258 |

| 1856  | 1861  | 1866  | 1872  | 1876  | 1881  | 1886  | 1891  | 1896  |
| ----- | ----- | ----- | ----- | ----- | ----- | ----- | ----- | ----- |
| 2 172 | 2 174 | 2 120 | 1 984 | 1 948 | 1 955 | 1 871 | 1 918 | 1 880 |

| 1901  | 1906  | 1911  | 1921  | 1926  | 1931  | 1936  | 1946  | 1954  |
| ----- | ----- | ----- | ----- | ----- | ----- | ----- | ----- | ----- |
| 1 886 | 1 848 | 1 806 | 1 611 | 1 629 | 1 600 | 1 561 | 1 523 | 1 481 |

| 1962  | 1968  | 1975  | 1982  | 1990  | 1999  | 2006  | 2007  | 2012  |
| ----- | ----- | ----- | ----- | ----- | ----- | ----- | ----- | ----- |
| 1 412 | 1 409 | 1 515 | 1 692 | 2 154 | 2 458 | 2 819 | 2 870 | 3 094 |

| 2017  | 2022  | - | - | - | - | - | - | - |
| ----- | ----- | - | - | - | - | - | - | - |
| 3 296 | 3 555 | - | - | - | - | - | - | - |

- Pyramide des âges[Quand ?] : 0;19 ans (29,6 %) / 20;39 ans (29,1 %) / 40;59 ans (24,4 %) / 60;74 ans (10,9 %) / Plus de 75 ans (6 %)

## Culture locale et patrimoine

### Lieux et monuments
La commune compte deux monuments historiques :
- Le château du Châtellier, construit en 1632 à l'emplacement d'un ancien château saccagé pendant les guerres de la Ligue ; il a été remanié aux XVIIIe et XIXe siècles. Il a été inscrit par arrêté du 3 décembre 1993 ; certaines parties ont été classées par arrêté du 30 avril 1996[40].
- L'église Saint-Maximilien-Kolbe, nommée église Saint-Pierre jusqu'en 2011, construite de 1881 à 1890 par Arthur Regnault ; elle est célèbre pour son clocher à bulbe de type romano-byzantin, édifié en 1875 par l'architecte Arthur Regnault. Elle a été classée monument historique par arrêté du 22 janvier 2004[41].

#### L'église Saint-Maximilien-Kolbe

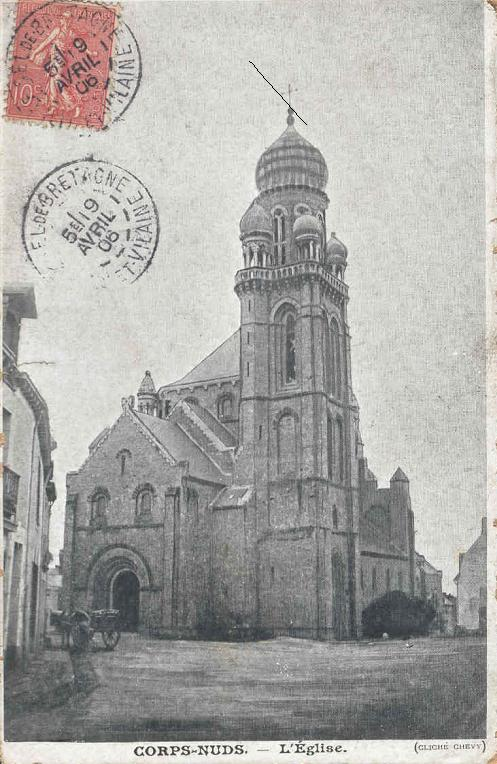
Église Saint-Maximilien-Kolbe

L'église Saint-Maximilien-Kolbe a été construite par l'architecte Arthur Regnault. L'église est d'architecture romano-byzantine, les murs sont en moellons de schiste calcaire. L'édifice a récemment changé de saint patron, le martyr franciscain et polonais Maximilien Kolbe s'étant substitué le 16 octobre 2011 à l'apôtre Pierre.

#### Château du Châtellier
Le château du Châtellier a été saccagé pendant les guerres de la Ligue, il a ensuite été reconstruit en 1632 par Charles Ier du Châtellier. Puis été restauré au niveau des boiseries vers 1750 et réaménagé au XIXe siècle). Seuls deux plafonds et l'escalier ont conservé leur décor peint au XVIIe siècle. Le château est construit sur une terrasse entourée de larges douves maçonnées. La terrasse est flanquée de quatre tours (code mushway) d'angle à mâchicoulis servant de chapelle, colombier, cabinet d'archives et logement de domestiques. Aujourd'hui, le château du Châtellier appartient à un propriétaire privé. Les cinq fresques de la mythologie grecque sur cheminée du XVIIe siècle, furent dégagées, déposées, consolidées et après traitement sanitaires restaurées en 1999.  Inscrit MH (1993) et certaines parties classées  Classé MH (1996)

#### Le centre bourg
Le centre bourg de Corps-Nuds est composé de l'église ainsi que son parvis, entouré de maisons, sur ce parvis de l'église, il y a des animations, tous les dimanches le marché dominicale, au mois de décembre ; le passage du père Noël ainsi que des manifestations diverses.
Le centre bourg de Corps-Nuds est composé de l'église, puis de commerces et d'appartements situés tout autour de cette église. On peut trouver de nombreux services et commerces dans le bourg de Corps-Nuds.

#### Corps-Nuds et ses alentours

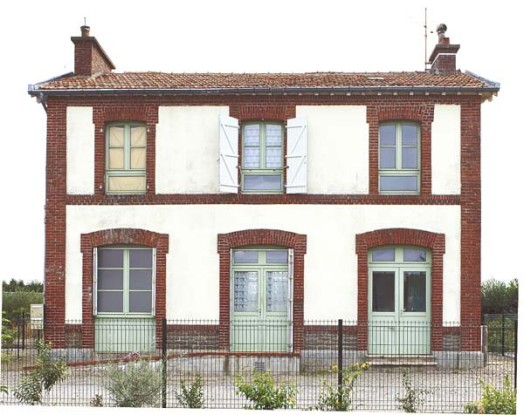
Bâtiment de la gare de Corps-Nuds.

Avec plus de 3 256 habitants, Corps-Nuds possède un patrimoine historique varié (châteaux, manoirs…). Son église à l'architecture néo-byzantine en est un exemple, témoin d'un riche passé, dont les vestiges d'une ferme gauloise fouillée par Inrap
La commune se situe en bordure du Pays de la Roche aux Fées, Corps-Nuds bénéficie d'un site touristique d'exception : vallée boisée de l'Yze, circuits d'équitation et de VTT, architecture originale de l'église, dolmen (près du village d'Essé), etc.
- La gare de Corps-Nuds est située sur la ligne Rennes - Châteaubriant.
- Les chemins pédestres du Choisel permettent de faire du VTT ou des promenades.
- Deux écuries se situent aux alentours de Corps-Nuds, les écuries du Launay, puis le centre équestre de la Vayrie.
- Le moulin des Boisselières.

### Personnalités liées à la commune
- Jacques-Joseph Corbière (les Balluaux en Corps-nuds, 1766 - 1853). Avocat, ministre de l'Intérieur de 1821 à 1828, sous la Seconde Restauration. Comte en 1822, pair de France en 1828.
- Firmin Guichard C.S.Sp. (1884-1937), missionnaire et vicaire apostolique de Brazzaville au Congo, né à Corps-Nuds[43].
- Suzanne Pagé (née en 1941), directrice artistique de la Fondation Louis Vuitton, née dans la commune.
- Yves Mabin Chennevière (1942-2020), écrivain et diplomate, né dans la commune.
- Jean-Paul Kauffmann (né en 1944), journaliste, y passa son enfance et son adolescence.

### Dans la littérature.
L'accident de Jean-Paul Kauffmann relate la jeunesse du journaliste à Corps-Nuds. Il relate notamment l'accident de 1949, qui a couté la vie à 18 jeunes habitants du village, tous membres ou supporters de l'équipe de foot.

### Rassemblement des communes aux noms burlesques et chantants
L'Association des communes de France aux noms burlesques et chantants est une association créée en 2003 pour regrouper des communes françaises ayant des particularités toponymiques, afin de valoriser leur image et de créer des échanges.
Le 2 et le 3 juillet 2011, la commune accueille le rassemblement des communes aux Noms Burlesques.

### Héraldique
|  | La commune porte « De gueules à un dextrochère armé d'argent, mouvant de senestre, tenant un coq d'or, au chef d'argent chargé de 3 roses d'azur boutonnées d'or ». Adopté CM du 13 juin 2005. |

|  | La commune s'est longtemps vu attribuer un blason à trois bustes de femme nues, issu d'un blason présentant des similitudes présent dans un château de la commune, mais aux bustes décapités. L'armorial de « Vaumeloisel » indique pour Corps-Nuds J'ay veu dans un vieil armorial : De sable à 3 corps nuds d'argent, sans testes, pieds ny mains, posés en pal. |

## Galeries

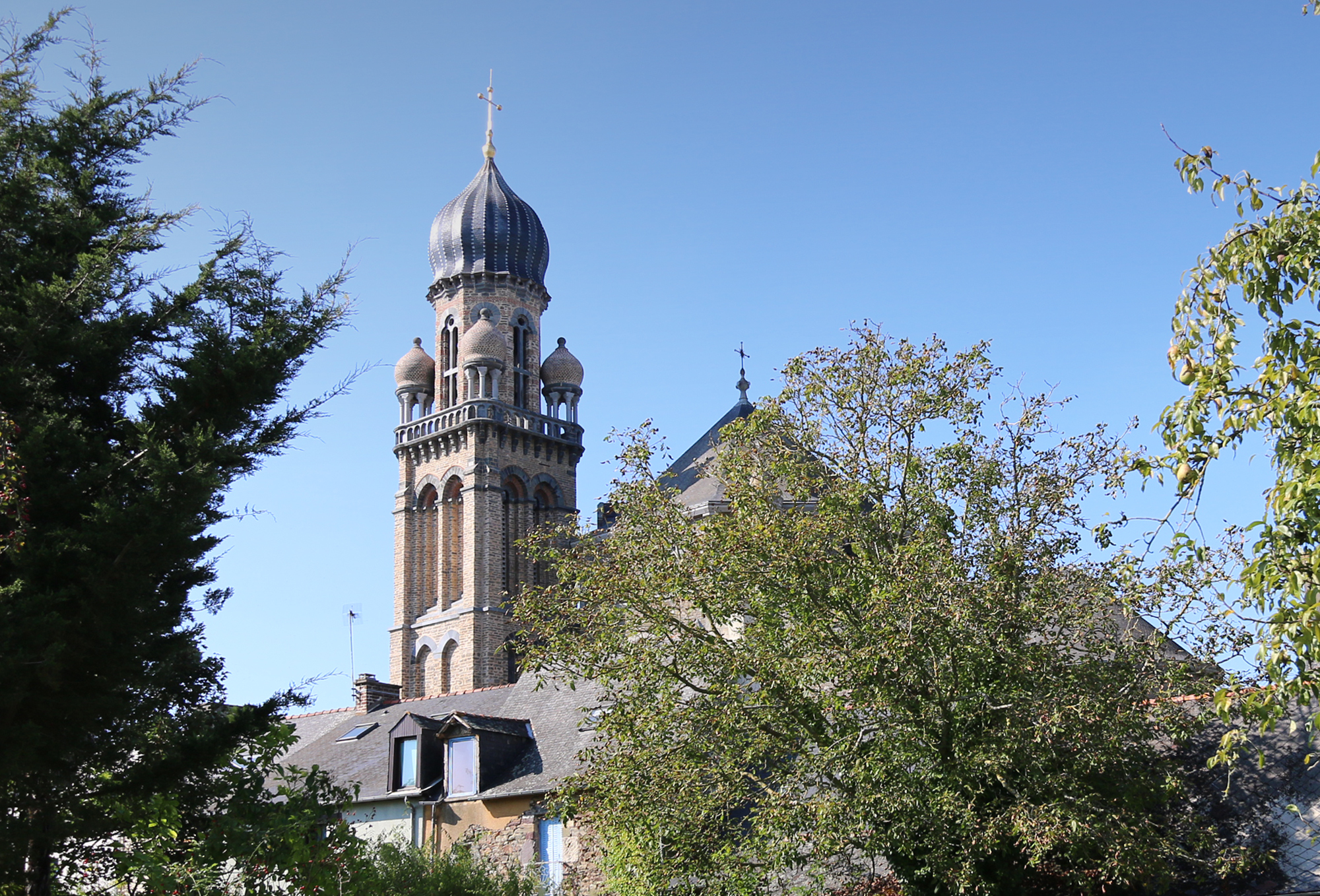
Église Saint-Maximilien-Kolbe.
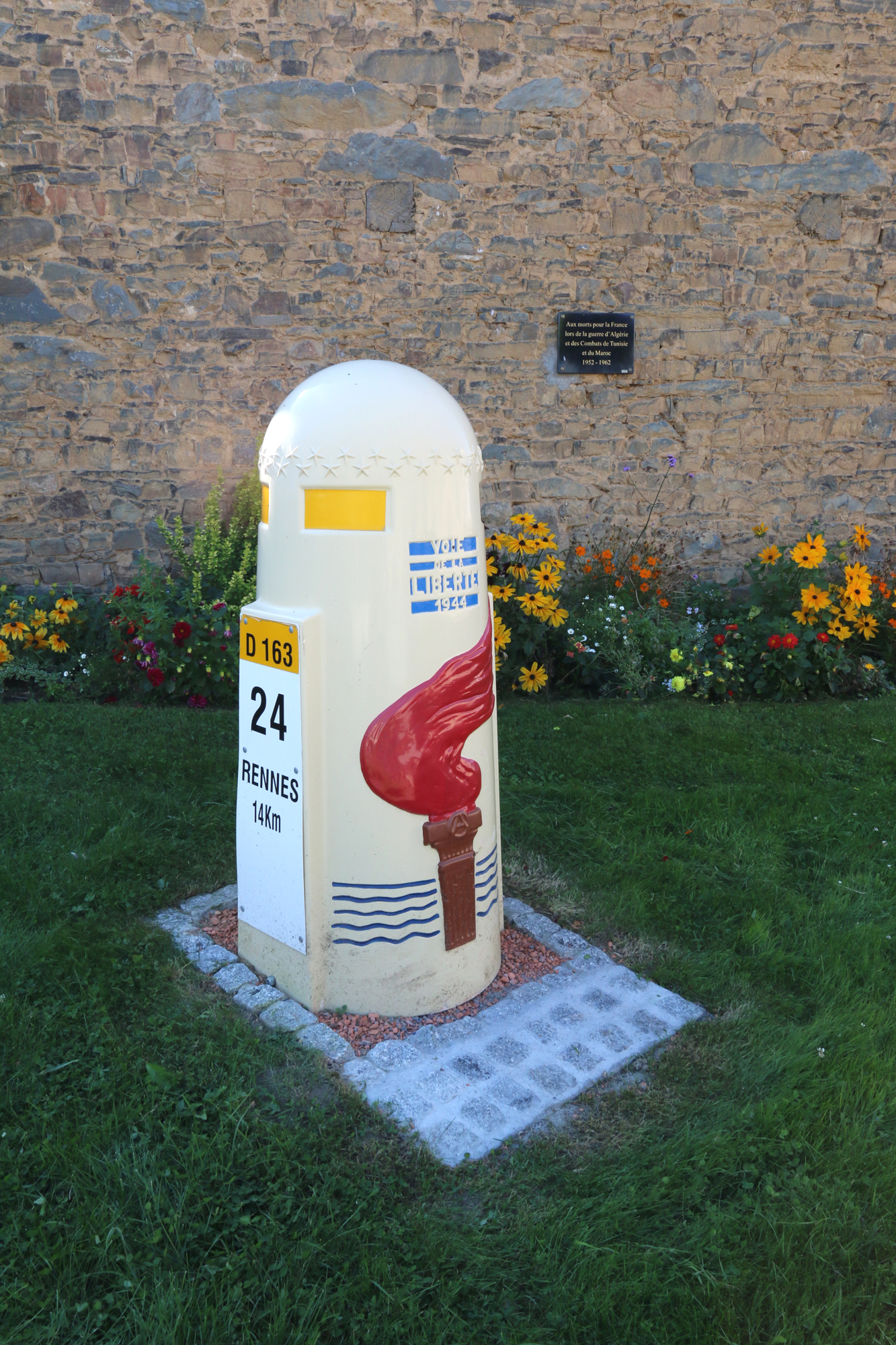
Borne-mémorial de la voie de la Liberté.